# Mokulele Airlines

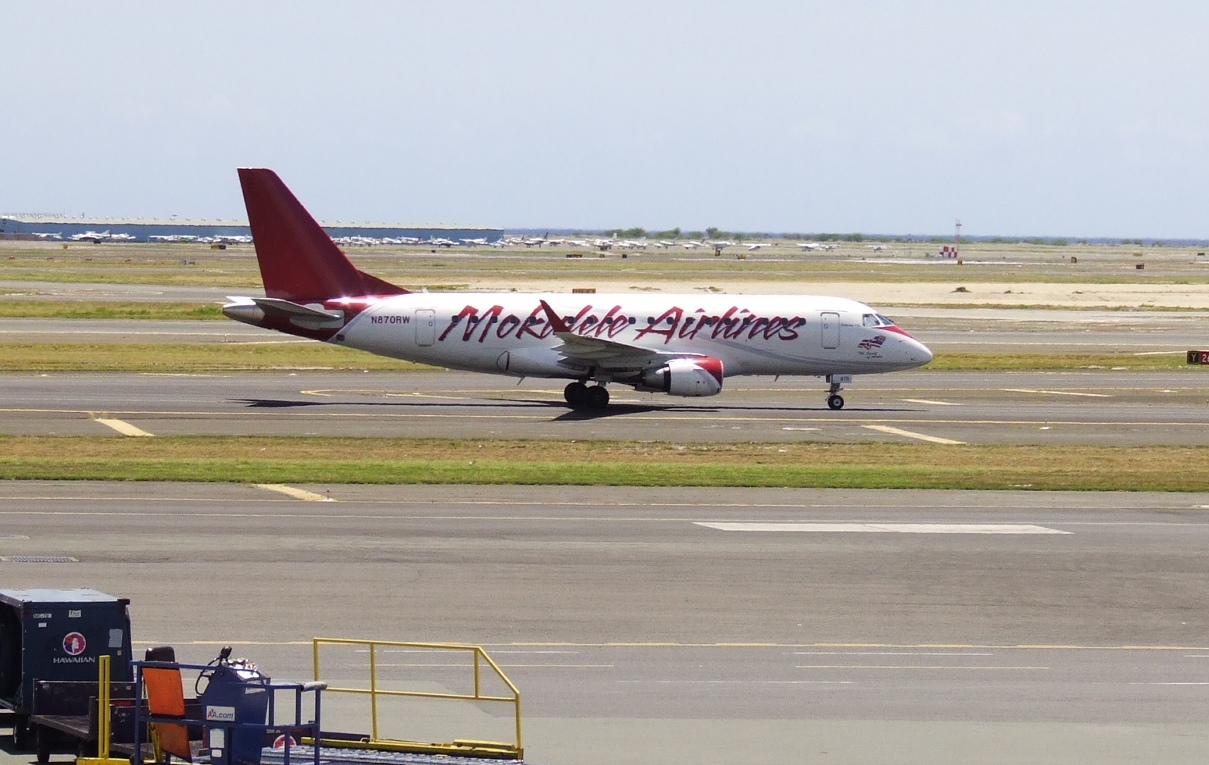
Embraer 170 авиакомпании Shuttle America под брендом Mokulele Airlines

Mokulele Airlines — региональная авиакомпания Соединённых Штатов Америки со штаб-квартирой в городе Каилуа (Гавайи), США . Авиакомпания выполняет регулярные и чартерные рейсы между островами штата Гавайи, обслуживая в первую очередь небольшие аэропорты штата. 50% собственности Mokulele Airlines принадлежит авиационному холдингу Republic Airways Holdings.

## История
Mokulele Flight Service была основана в 1998 года Кавехи Инабой (Kawehi Inaba) и вошла в историю, как первая авиакомпания, созданная коренной гавайской женщиной. В 2005 году авиаперевозчик был приобретён компанией «Boyer Industries LLC», владельцем которой являлся бывший обработчик багажа (грузчик) Билл Бойер младший, ставший затем генеральным директором авиакомпании.
В сентябре 2006 года Mokulele подписала партнёрское соглашение с дочерним предприятием go! региональной авиакомпании США Mesa Airlines об открытии регулярных маршрутов на самолётах Cessna 208 Caravan из городов Капалуа, Молокаи и Ланаи под торговой маркой (брендом) go!Express. Выполнение рейсов из Капалуа в Гонолулу, Кахулуи и Кону началось с 17 апреля 2007 года , в Молокаи — 21 июля и в Ланаи — 06 октября 2007 года.
В январе 2008 года подписан партнёрский договор между авиакомпаниями Mokulele и Aloha Airlines на организацию грузовых перевозок под брендом Aloha Cargo Express в Молокаи, Ланаи и Капулуа. Рейсы должны были начаться в апреле 2008 года на самолётах Cessna 208 Cargomaster, однако в марте того же года Aloha Airlines объявила себя банкротом. Генеральный директор Билл Бойер, тем не менее, сообщил о достигнутой договорённости с руководителем Aloha Airlines Дэвидом Банмиллером (David Banmiller) о возможности заключения контрактов на грузовые авиаперевозки напрямую с фирмами-заказчиками услуг, поэтому грузовое подразделение Mokulele Air Cargo приступило к исполнению своих обязательств в мае 2008 года.
В октябре 2008 года Mokulele объявила о подписании партнёрского соглашения с авиационным холдингом Republic Airways Holdings на выполнение регулярных рейсов между городами штата Гавайи дочерним подразделением холдинга — авиакомпанией Shuttle America. 19 ноября 2008 года начались полёты на двух региональных реактивных самолётах Embraer 170 между Гонолулу, Лихуэ и Коной под брендом Mokulele Airlines. Партнёрский договор предусматривает расширение маршрутной сети и количества задействованных самолётов в течение всего 2009 года. Результатом данного соглашения стало расторжение договора с авиакомпанией go! на использование торговой марки go!Express с апреля 2009 года.
В декабре 2008 года руководство Mokulele Airlines объявило о заключении договоров с двумя крупными авиакомпаниями Северной Америки — Alaska Airlines и WestJet Airlines. Код-шеринговое соглашение с Alaska Airlines позволит пассажирам этой авиакомпании — членам программы поощрения часто летающих пассажиров Alaska Mileage Plan использовать заработанные бонусные баллы на рейсах Mokulele Airlines начиная с 1 января 2009 года. Договор с канадским авиаперевозчиком WestJet Airlines помимо распространения условий бонусной программы поощрения часто летающих пассажиров позволит использовать стыковочные рейсы Mokulele Airlines при полётах между городами штата Гавайи, а также организовывать авиационные туристические туры. Все три авиакомпании обязались рекламировать общие сервисные услуги на своих официальных веб-сайтах.
В начале 2009 года Mokulele Airlines обнародовала сделку по продаже 50% акций авиакомпании холдингу Republic Airways Holdings. Генеральным директором компании был назначен вице-президент холдинга Скотт Даргин, бывший ген.директор Билл Бойер возглавил службу по продажам и маркетингу авиакомпании. Republic Airways Holdings также получил полный контроль над самолётами Cessna Grand Caravan, которые эксплуатируются в Mokulele Airlines. Несколько дней спустя другой холдинг Mesa Air Group, владелец авиакомпании go!, объявил о том, что смена генерального директора Mokulele Airlines позволит расторгнуть договорные отношения в рамках программы go!Express уже 24 марта 2009 года.

## Флот
По состоянию на июнь 2013 года воздушный парк Mokulele Airlines состоял из семи самолётов:
| Типа судна                | Всего | Пассажирских мест (Первый/Эконом.) | Примечания |
| ------------------------- | ----- | ---------------------------------- | ---------- |
| Cessna 208B Grand Caravan | 7     | 9 (0/9)                            |            |

## Маршрутная сеть авиакомпании

### Под торговой маркойMokulele Express
- Гавайи
  - Гонолулу — Международный аэропорт Гонолулу
  - Кахулуи — Аэропорт Кахулуи
  - Кона — Международный аэропорт Кона
  - Молокаи — Аэропорт Молокаи

### Shuttle Americaпод торговой маркойMokulele Airlines
- Гавайи
  - Хило — Международный аэропорт Хило[14]
  - Гонолулу — Международный аэропорт Гонолулу
  - Кахулуи — Аэропорт Кахулуи
  - Кона — Международный аэропорт Кона
  - Лихуэ — Аэропорт Лихуэ